# バヌアツ地震
バヌアツ地震（バヌアツじしん）とは、2009年10月8日にバヌアツ沖で発生した地震である。発生時刻はバヌアツ時間の午前9時3分、震源地はエスピリトゥサント島ルーガンビル北北西295キロメートル、震源の深さは約35キロメートル、マグニチュードは7.7。また、バヌアツ時間の午前9時18分にはマグニチュード7.7、午前10時13分にはマグニチュード7.3の余震が発生している。これ以降も10月31日までにマグニチュード5.0以上の余震が83回発生した。
太平洋津波警報センターはこの地震発生に際し、フィジーやパプアニューギニア、ニューカレドニアなどの太平洋沿岸に津波警報を発令し、避難を呼びかけた。その後、ポートビラで60センチの津波が観測された。一方、気象庁は日本への津波の心配はないと発表した。
震源付近のエスピリトゥサント島では地震による強い揺れが発生したが、ポートビラでは揺れは全く見られず、死者や負傷者は発生しなかった。また、建物の倒壊などの被害もなかった。

## 背景
バヌアツやソロモン諸島はインド・オーストラリアプレートと太平洋プレートの境界に位置しており、今回の地震は東北東-西南西方向に沈み込む圧縮軸をもった逆断層型であった。
震源地周辺ではマグニチュード7.0以上で津波を伴った地震が発生しやすく、本震の発生後に同規模の余震が短期間で発生することもあり、今回の地震がまさにそのケースであった。また、余震はいずれも本震と同じく逆断層型のメカニズムで発生した同規模の地震のため、双子地震と考えられている。